# Totes les coses bones...
"Totes les coses bones..." (títol original en anglès "All Good Things...") és el 25è i 26è episodi i últim de la setena temporada, i el 177è i 178è de tota la sèrie, de la sèrie de televisió de ciència-ficció estatunidenca Star Trek: La nova generació. Es van emetre originalment el 23 de maig de 1994 en redifusió als Estats Units. Va ser escrit per Brannon Braga i Ronald D. Moore, i dirigit per Winrich Kolbe. El títol deriva de l'expressió "Totes les coses bones han d'arribar a un final", una frase utilitzada pel personatge Q durant el mateix episodi.
Ambientada al segle XXIV, la sèrie segueix les aventures de la tripulació de la nau de la Flota Estel·lar de la Federació Enterprise-D sota el comandament del capità Jean-Luc Picard. La trama mostra al capità Jean-Luc Picard saltant a través del temps i la formació d'una anomalia que desafia la causalitat, però tota la situació és una prova que permet a Picard demostrar el potencial humà al Continu Q fent un salt de fe intuïtiu per entendre la causa i com eliminar l'anomalia abans que destrueixi la humanitat.
El final va rebre aclamacions universals i va marcar la transició del repartiment a pel·lícules amb el repartiment i els escenaris de la sèrie, així com el pas del públic televisiu a spin-offs de "Star Trek" basats en escenaris similars a "La nova generació".

## Argument
El capità Jean-Luc Picard inexplicablement troba la seva ment saltant entre tres punts en el temps: el present (data estel·lar 47988); set anys abans, just abans de la primera missió de la nau estel·lar Enterprise-D durant l'episodi "Trobada a Farpoint"; i més de vint-i-cinc anys en el futur, on un Picard envellit s'ha retirat a la vinya familiar a La Barre, França. Aquests salts es produeixen sense previ avís, i la discontinuïtat resultant en el comportament de Picard el deixa a ell i als que l'envolten confosos i preocupats per la seva salut mental.
En el present, Picard rep l'ordre de portar l'Enterprise fins a la vora de la Zona Neutral Romulana per investigar una anomalia espacial. En el futur, convenç la seva exdona, la Dra. Beverly Picard, perquè el porti a l'USS Pasteur per trobar l'anomalia. En el passat, tot i que la missió de l'"Enterprise" a l'Estació Farpoint havia estat cancel·lada per la Flota Estel·lar per investigar l'anomalia, Picard insisteix a continuar, creient que la trobada imminent amb l'ésser omnipotent Q és més important. Després d'arribar al lloc on s'havia trobat amb Q per primera vegada, Picard es troba de nou a la sala del tribunal de Q, tal com es va veure al primer episodi. Q revela que el judici mai va concloure, i que la situació actual és l'última oportunitat de la humanitat per demostrar el seu valor al Continuum Q, però en secret revela que ell és la causa del salt en el temps de Picard. Q desafia Picard a resoldre el misteri de l'anomalia, afirmant crípticament que Picard destruirà la humanitat.
Quan Picard arriba a l'anomalia en els tres períodes de temps, descobreix que l'anomalia és molt més gran en el passat, però que no existeix en absolut en el futur. Mentre les naus Enterprise del passat i del present escanegen l'anomalia amb feixos de polsos de taquions inversos, la Pasteur és atacada per naus klíngon, però la tripulació se salva gràcies a l'arribada oportuna de l'Enterprise sota el comandament de l'almirall William Riker. Q torna a aparèixer a Picard i el porta a la Terra fa 3.500 milions d'anys, on l'anomalia, que creix a mesura que retrocedeix en el temps, ha embolicat tot el Quadrant Alfa i ha impedit la formació de vida a la Terra. Quan Picard torna al futur, descobreix que l'anomalia acaba d'aparèixer, creada com a resultat de les seves ordres, i que els polsos de taquions de les tres eres la sustenten. Data i Geordi determinen que l'anomalia és una esquerda antitemporal i que la poden aturar fent que les tres "Enterprise" volin al centre d'ella i creïn closques de curvatura estàtiques. Picard transmet les ordres a cada "Enterprise". Cada nau pateix danys catastròfics, i Q diu al Picard del futur que "totes les coses bones han d'arribar a la seva fi" just abans que l'"Enterprise" del futur exploti.
Picard es troba davant de Q a la sala del jutjat com abans. Q felicita Picard per ser capaç de pensar en múltiples línies de temps simultàniament per resoldre el trencaclosques, cosa que demostra que la humanitat encara pot evolucionar, per a la seva sorpresa. Q admet haver ajudat Picard a resoldre-ho amb el salt temporal, ja que va ser ell qui els va posar en aquesta situació, i després explica que l'anomalia s'ha aturat i que el seu passat i present s'han restaurat. Aleshores es retira de la sala del jutjat i s'acomiada de Picard dient "Ens veiem... allà fora". Aleshores, Picard torna a l'"Enterprise" del present, sense saltar en el temps.
Mentre els membres sèniors del personal juguen a la seva partida de pòquer habitual, reflexionen sobre els detalls del futur que va relatar el capità per evitar que s'allunyessin. Per primera vegada, Picard decideix unir-se al joc, lamentant-se de no haver-ho fet abans i recordant-li que sempre era benvingut.

## Producció
Ronald D. Moore i Brannon Braga esperaven que Michael Piller, el guionista principal de la sèrie i un dels seus productors executius, o Jeri Taylor, escrivís el final; en conseqüència, van acabar escrivint "Totes les coses bones..." simultàniament amb Star Trek: Generations, sovint confonent aspectes dels dos. El final va trigar un mes a escriure's.
La idea de què havia de tractar el final de la sèrie havia estat tema de debat a la sala de guionistes durant un any o dos abans que s'escrivís el final. Els guionistes van saber des del principi que volien fer un episodi amb Q, per "rematar" el seu paper clau al pilot. Un primer esborrany del guió de l'episodi incloïa una secció amb el capità Picard com a Locutus dels Borg, però es va tallar per insistència de Piller, que pensava que la sèrie funcionava millor amb menys línies temporals entre les quals saltar. Segons Braga, Hugh, el Borg rescatat de "Jo, Borg" hauria aparegut, rescatant Picard del Col·lectiu Borg. També es va tallar del guió un segment on la tripulació havia de robar l'"Enterprise" d'un museu de la Flota Estel·lar (similar als esdeveniments de la pel·lícula "Star Trek 3: A la recerca de Spock"). L'escena final, en què la tripulació juga una mà de pòquer junts, va ser l'última escena rodada per a la sèrie.
John de Lancie va tornar per al seu paper recurrent com a Q. Els antics membres del repartiment Denise Crosby (el personatge regular de la qual Tasha Yar havia mort a la primera temporada, i que havia fet dues aparicions com a convidada des de llavors) i Colm Meaney (que havia deixat la sèrie durant la sisena temporada, quan el seu personatge recurrent Miles O'Brien es va convertir en un habitual de Star Trek: Deep Space Nine), van repetir els seus papers per a escenes ambientades en el passat.
L'escena de la vinya es va rodar a Callaway Vineyard and Winery a Temecula al sud de Califòrnia, als Estats Units.
Com que les escenes finals es van filmar l'últim dia, el personal de suport i l'equip de producció van baixar al plató per veure el final del rodatge de la sèrie.
Un documental retrospectiu entre bastidors anomenat Journey's End: The Saga of Star Trek: The Next Generation, presentat per Jonathan Frakes, es va filmar al mateix temps que es produïa el final.

## Emissió i recepció

### Emissió
Les dues parts de "Totes les coses bones..." es van emetre per primera vegada el 23 de maig de 1994 en redifusió. Va rebre una qualificació Nielsen de 17,4, cosa que el va situar en primer lloc en la seva franja horària. Aquesta va ser la qualificació més alta rebuda per qualsevol episodi de la temporada, i de la sèrie. Fins a l'emissió dels episodis, l'emissió amb la qualificació més alta de "La nova generació" havia estat l'episodi pilot, "Trobada a Farpoint", amb qualificacions Nielsen de 15,7.

### Recepció i crítiques contemporànies
El 1994, USA Today va qualificar el final en dues parts com un final "perfecte" de la sèrie, donant-li 3 1/2 estrelles sobre 4. "Totes les coses bones..." va guanyar el Premi Hugo a la millor presentació dramàtica de 1995, and helped the show earn a 1994 Emmy nomination for Outstanding Drama Series.

### Recepció crítica posterior
L'episodi va ocupar el cinquè lloc a la llista dels 10 millors episodis de "Star Trek: La nova generació" (TNG) d' Entertainment Weekly el 2007. El 2011, Zack Handlen de The A.V. Club va donar a les dues parts del final de dues hores una qualificació de 'A'. Escrivint per a Tor.com, Keith DeCandido va lloar l'episodi; comparant-lo favorablement amb altres finals de la sèrie Star Trek, va considerar que "Totes les coses bones..." és "el final perfecte per a [La nova generació]", tornant a tancar el cercle dels esdeveniments a l'estrena de la sèrie "Trobada a Farpoint", mostrant els talents de tot el repartiment, a més de mantenir la seva visió optimista "Roddenberriana de la humanitat". També va comparar favorablement la sèrie amb els millors episodis de la setena temporada, incloent-hi "Paral·leles", "La Pegasus" i "Cobertes inferiors".
En una publicació del 2012, es va dir que el final estava escrit com un "Sant Valentí" per als fans de la sèrie, i es va assenyalar que l'episodi va ser considerat un dels millors episodis de la sèrie.
El 2015, The Hollywood Reporter va destacar l'escena d'aquest episodi on Picard s'asseu a la taula per jugar a cartes com un dels deu moments "més impressionants" de TNG. El 2016, SyFy va classificar "Totes les coses bones..." com la quarta millor trama de viatges en el temps de tots els episodis de televisió de Star Trek, i Radio Times van classificar l'escena final com el vuitè millor moment de tot Star Trek, destacant la frase de Troi sobre que Picard havia estat benvingut a unir-se al seu joc, i la frase de Picard "El cel és el límit" amb la càmera allunyant-se del grup abans que surtin els crèdits. IGN va classificar aquest com el 7è millor episodi de totes les sèries de Star Trek abans de Star Trek: Discovery.
El llibre de Marcus Berkmann' Set Phasers to Stun: 50 Years of Star Trek deia sobre l'episodi: "[tracta] de la simetria, la quadratura del cercle, donant forma a la sèrie i també a l'univers en què existeix la sèrie". El 2017, Den of Geek va classificar aquest episodi com un dels 25 episodis "imprescindibles" de TNG quan es va combinar amb el pilot de la sèrie "Trobada a Farpoint".[42] El 2017, Nerdist va classificar aquest final com el desè millor episodi de TNG.
Io9/Gizmodo va classificar el disseny de nau espacial fictícia que es mostra en aquest episodi, l'Enterprise-D de l'almirall Riker del futur, com la sisena d'11 Enterprises de la franquícia Star Trek. CBR va classificar aquest episodi com el cinquè millor episodi de viatges en el temps de tots els Star Trek. ThoughtCo va classificar l'episodi com el quart millor episodi d'aquesta sèrie, assenyalant que és estrany que un final d'un programa de televisió sigui tan ben rebut pel públic com aquest. També el 2019, The Hollywood Reporter va classificar "Totes les coses bones..." entre els vint-i-cinc millors episodis de TNG. Screen Rant va classificar "Totes les coses bones..." com el setè millor episodi de TNG. També el van classificar com l'episodi més important a veure en preparació per a la sèrie Star Trek: Picard.
The Digital Fix va dir que aquest era el tercer millor episodi de TNG.. SciFiPulse.net va classificar aquest episodi com un dels set millors sobre Picard. ScreenRant va dir que aquest era el millor final de la sèrie Star Trek, afirmant que és el "conegut i estimat rei dels finals." Cinemablend va classificar aquest com un dels millors deu episodis de TNG. Tom's Guide va dir que aquest era el millor episodi de Q i un gran comiat per al personatge.

## Estrena en mitjans domèstics i altres adaptacions
"Totes les coses bones..." es va publicar originalment en VHS al Regne Unit com a Star Trek: The Next Generation Volume 89, amb la versió redifosa en dues parts utilitzada per error. La versió original de 90 minuts es va publicar uns mesos més tard com a edició de col·leccionista juntament amb el documental retrospectiu "Journey's End: The Saga Of Star Trek: The Next Generation", així com tràilers de les set pel·lícules de "Star Trek". Més tard es va publicar com a Blu-ray independent amb funcions exclusives.
El 7 de juliol de 1997, "Totes les coses bones..." es va publicar en un LaserDisc en format PAL al Regne Unit, per 19,98 lliures.
Aquest es va publicar al Japó en LaserDisc el 9 d'octubre de 1998, com a part de la col·lecció de mitja temporada Log.14: Seventh Season Part.2. Aquest conjunt incloïa episodis des de "Lower Decks" fins a la segona part de "All Good Things", amb pistes d'àudio en anglès i japonès.
Una novel·lització de l'episodi va ser publicada per Pocket Books el juny de 1994. Va ser escrita per Michael Jan Friedman en dues setmanes. Es va publicar en tapa dura i, com a resultat, Friedman va buscar ampliar l'episodi per justificar el llançament. Es van afegir escenes amb Katherine Pulaski, Lwaxana Troi i Wesley Crusher. Va suggerir que la inclusió de més escenes amb altres personatges feia que la novel·lització fos més una peça de conjunt que no pas l'episodi en si, que està molt centrat en Picard. Va ser una de les cinc novel·lacions que es van fer dels episodis de "La nova generació", juntament amb "Trobada a Farpoint", "Unificació", "Mosaic" i "Atac".
La versió de pagament en línia/streaming d'aquest episodi, com ara a través d'Amazon Prime Video, és un tall condensat per a la redifusió. Per exemple, falten seccions de diàleg a la part II, com ara l'intercanvi entre Worf i Picard al minut 51:05, quan Worf diu "Sempre has utilitzat el teu coneixement de l'honor i la tradició klíngon per obtenir el que vols de mi..."

## Llegat
Els guionistes de la sèrie de televisió Lost van citar el viatge en el temps de Picard a l'episodi "Totes les coses bones..." com a referència a com els personatges van viatjar a través del temps al seu episodi del 2008 "The Constant".
Després, i fins i tot durant el temps que es va acabar el rodatge de TNG, el treball també es va centrar en la pel·lícula Generations que es va estrenar més tard aquell mateix any, el 1994. Mentrestant, una successora de TNG, Star Trek: Voyager estava en desenvolupament i es va rodar a finals de 1994, i es va emetre el gener de 1995 per al llançament d'UPN. L'episodi de llançament, un dels més cars de la història de la televisió amb 23 milions de dòlars, va ser vist per uns 21,3 milions de persones.
La novel·la de Star Trek de 1995 Crossover de Michael Jan Friedman està ambientada després d'aquest episodi però abans de la pel·lícula Generations.
Segons el productor Kevin Feige, "Totes les coses bones..." va servir d'inspiració per a l'evolució dels personatges a Avengers: Endgame.

## Enllaçps externs
- "All Good Things..." a Memory Alpha